# Micranthocereus oliveirae

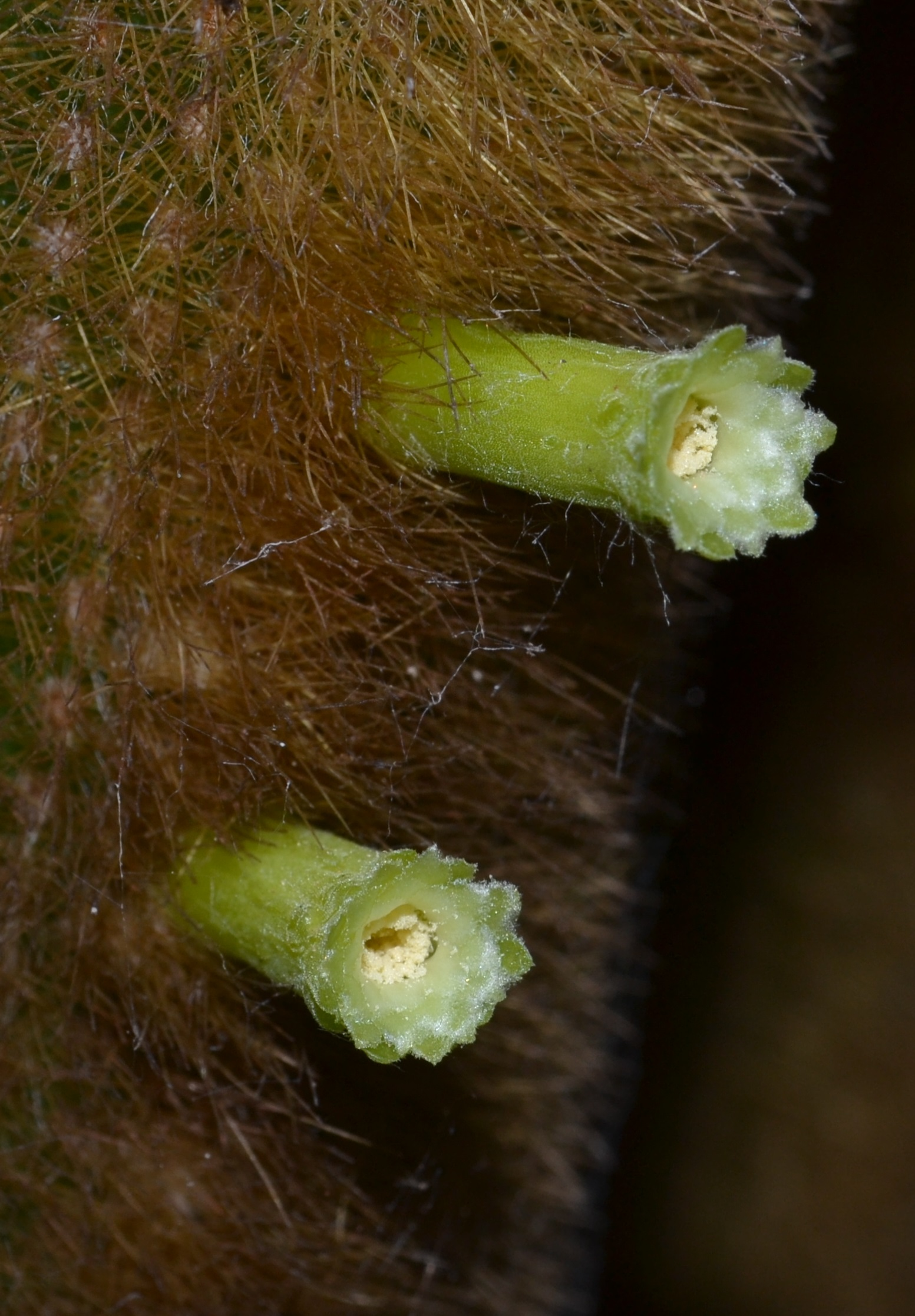
Micranthocereus oliveirae blühende Holotyppflanze

Micranthocereus oliveirae ist eine Pflanzenart aus der Gattung Micranthocereus in der Familie der Kakteengewächse (Cactaceae). Das Artepitheton ehrt den brasilianischen Entdecker Márcio Roberto de Oliveira.

## Beschreibung
Micranthocereus oliveirae wächst zwischen Felsen, aufrecht, von der Basis verzweigt. Die Triebe erreichen Wuchshöhen bis 60 Zentimeter und weisen einen Durchmesser von bis zu 3,5–4 Zentimetern auf. Es sind 20–26 stumpfe Rippen vorhanden. Die Triebe sind extrem dicht bedornt. Die Areolen sind mit jeweils 50–80 kurzen, nadelartigen goldgelben Dornen besetzt. Die einzelnen Dornen sind bis 0,8 Zentimeter lang. Das laterale  Pseudocephalium besteht aus bis 6 Zentimeter langen gelben Borsten. Die röhrenförmigen grüngelben, limonenfarbenen Blüten sind bis 3 Zentimeter lang. Die kugeligen, beerenförmigen Früchte sind grün, nackt und bis 0,8–1 Zentimeter im Durchmesser.

## Systematik, Verbreitung und Gefährdung
Die Erstbeschreibung erfolgte 2015 durch Pierre Josef Braun.
Micranthocereus oliveirae ist im nördlichen Teil des brasilianischen Bundesstaates Minas Gerais in einem kleinen Hochgebirgsareal beheimatet. Die Art wächst in einer Höhe von 1200–1300 m, in sehr felsigem Campo Cerrado.
Micranthocereus oliveirae wurde in der Roten Liste gefährdeter Arten der IUCN offiziell noch nicht eingestuft, in der Erstbeschreibung wird die Art als „critically endangered (CR)“, d. h. als vom Aussterben bedroht, geführt. Bislang ist nur ein kleines Habitat mit wenigen Individuen bekannt.